# PlayOnMac
PlayOnMac是一個讓macOS可以安裝並使用Microsoft Windows上的電子遊戲與應用程式的自由兼容层。其基於開放原始碼的Wine專案。
這個軟體使用了線上的安裝程式（稱為指令稿）資料庫，其中包含了不同應用程式所需的特殊設定。這些指令稿的運作方式就像是需要的軟體的安裝程式一樣運作。若遊戲或軟體不在資料庫中，也可以手動安裝，但結果就無法保證。除了遊戲以外，其他任何應用程式也都可以被安裝到不同的容器中以避免干擾其他的應用程式。PlayOnMac讓使用者可以安裝一些較流行的Windows應用程式與許多的遊戲。
就像Wine一樣，使用PlayOnMac不需要有Windows的許可證。
PlayOnMac使用bash與Python的組合來開發，並使用如wxPython的工具箱來開發。

## 較有名的已支援軟體
PlayOnMac支援了多種種不同類型的軟體：
- 7-Zip
- MetaTrader 4[8]
- Microsoft Office 2013、2010與2007
- Steam
- 賽道狂飆：國家永恆
- Internet Explorer 8與更早的版本[9]

## 不支援的軟體
沒有官方支援的軟體若其安裝程式或可執行檔可以在PlayOnMac下執行時，也可能可以正常運作。

## 外部連結
- 官方网站
- 支援的軟體（页面存档备份，存于）